# Clóvis Ilgenfritz
Clovis Ilgenfritz da Silva (Ijuí, 13 de março de 1939 – Porto Alegre, 23 de novembro de 2019) foi um arquiteto, urbanista e político brasileiro.
Filho de Ruben Kessler da Silva e de Odila Ilgenfritz da Silva. Seu pai foi prefeito de sua cidade natal entre 1952 e 1955. Era formado em arquitetura pela Universidade Federal do Rio Grande do Sul. Como arquiteto e urbanista tinha experiência especialmente nas áreas de habitação popular e planejamento urbano.
Foi candidato a deputado federal quatro vezes, sendo que na primeira, em 1982, foi o candidato mais votado do PT, mas apesar disso não conseguiu ser eleito. Foi também candidato a vice-prefeito de Porto Alegre em 1985 e a governador do Rio Grande do Sul em 1986.
Foi eleito vereador de Porto Alegre em 1988, sendo reeleito para quatro sucessivos mandatos até 2000. Concorreu a deputado federal na eleição de 1998, conseguindo suplência e tendo assumido o cargo em 2001. Foi nomeado conselheiro da AGERGS.
Clovis Ilgenfritz também foi professor universitário, lecionando na Faculdade de Arquitetura da Universidade Federal do Rio Grande do Sul de 1972 a 1977.